# يفجيني كوزنتسوف
يفجيني فلاديميروفيتش كوزنتسوف (بالروسية: Евгений Владимирович Кузнецов) هو غطاس روسي ولد في يوم 12 أبريل 1990 في مدينة ستافروبول في روسيا، أبرز إنجازاته كان فوزه بالميدالية الفضية في دورة الألعاب الأولمبية الصيفية 2012 في لندن بمسابقة الغطس من منطقة 3 متر تزامني مع إيليا زاخاروف، على صعيد بطولات العالم فاز بميدالية ذهبية واحدة وفاز بأربعة ميداليات فضية وميدالية برونزية واحدة.

## روابط خارجية
- يفجيني كوزنتسوف على موقع الاتحاد الدولي للسباحة (الإنجليزية)
- يفجيني كوزنتسوف على موقع قاعدة بيانات الغوص IAT (الألمانية)
- يفجيني كوزنتسوف على موقع أوليمبيديا (الإنجليزية)